# Stan Lee
Stan Lee (28 tháng 12 năm 1922 - 12 tháng 11 năm 2018) tên khai sinh Stanley Martin Lieber là một nhà văn, họa sĩ, chủ bút, chỉ đạo sản xuất, người dẫn chương trình, diễn viên, chủ tịch hội đồng quản trị người Mỹ  của Marvel Comics.
Ông đã từng cộng tác với rất nhiều họa sĩ, đáng chú ý phải kể đến Jack Kirby và Steve Ditko, ông còn là người đồng sáng tạo ra các nhân vật truyện tranh nổi tiếng như Người Nhện, Hulk, nhóm Fantastic Four, Người Sắt, Thor, X-men và rất rất nhiều nhân vật giả tưởng khác, tạo ra một vũ trụ riêng biệt của các siêu anh hùng trong truyện tranh với một hệ thống nhân vật phong phú và phức tạp. Lee đã góp công rất lớn trong việc đưa Marvel Comics từ một công ty nhỏ trở thành một tập đoàn đa phương tiện khổng lồ. Sau khi nghỉ hưu vào năm 1990, ông trở thành nhân vật đại chúng của công ty, và xuất hiện với tư cách là diễn viên khách mời trong hầu hết các bộ phim điện ảnh dựa theo những nhân vật truyện tranh của Marvel.
Với những đóng góp của mình, Lee đã vinh dự được nhận giải thưởng Will Eisner Award vào năm 1994 và Harvey Award vào năm 1995. Ông cũng được trao Huân chương nghệ thuật Quốc gia (National Medal of Arts) vào năm 2005. Ngày 12/11/2018 ông đã qua đời ở tuổi 95 vì sức khoẻ của ông trong nhiều tháng trước đó đã bị giảm sút do chứng viêm phổi và giảm thị lực.

## Tiểu sử
Stanley Martin Lieber sinh ra tại thành phố New York vào ngày 28/12/1922 trong 1 gia đình gốc Do Thái nhập cư từ Romania, là con trai của Jack Lieber và Celia. Bố ông là thợ may quần áo, công việc không được ổn định cho lắm sau cuộc khủng hoảng kinh tế thế giới, và gia đình phải chuyển lên sống tại khu Washington Avenue, Washington Heights, Manhattan. Năm Lee gần 9 tuổi, mẹ ông sinh em trai là Larry Lieber. Ông nói vào năm 2006 rằng khi là 1 đứa trẻ ông đã bị ảnh hưởng rất nhiều bởi phim ảnh và sách truyện, đặc biệt là diễn viên Errol Flynn với những vai diễn anh hùng.
Lee theo học tại trường trung học DeWitt Clinton. Thời trẻ, ông rất thích viết và ông có ước mơ một ngày nào đó được viết ra những tác phẩm tuyệt vời. Ông từng làm thêm những công việc là viết cáo phó cho một tờ báo; giao bánh sandwich; làm việc cho nhà máy may; chỉ chỗ ngồi tại nhà hát kịch... Ông tốt nghiệp trung học khá sớm, vào năm 16 tuổi.

## Sự nghiệp

### Ban đầu
Với sự giúp đỡ của người chú Robbie Solomon, Stan Lee được nhận làm phụ tá tại tờ Timely Comics - 1 chi nhánh trong công ty Atlas Comics của Martin Goodman - công ty vào năm 1960 trở thành Marvel Comics. Là cháu của vợ Goodman, ông được chính thức nhận vào tờ Timely bởi chủ bút Joe Simon.
Công việc của ông lúc đầu khá nhàm chán. "Hồi đó các họa sĩ trước khi vẽ phải bơm mực, tôi có nhiệm vụ giữ cho lọ mực không bị cạn" - Lee hồi tưởng lại. "Tôi còn phải đi lấy đồ ăn cho mọi người; đóng dấu biên tập; tẩy những nét bút chì trên truyện tranh giúp họ". Đi theo khát vọng thời thơ ấu được trở thành 1 nhà văn, Stanley Lieber đã sáng tác nên tác phẩm truyện tranh đầu tiên trong sự nghiệp: "Captain America- Cuộc trả thù những kẻ phản bội" trong ấn phẩm truyện Captain America Comics #3 (5/1941) và sử dụng bút danh "Stan Lee" - cái tên mà vài năm sau đã được chọn để trở thành tên chính thức của ông. Trong tập truyện này chiếc khiên của Captain America đã lần đầu tiên được xuất hiện, và từ đó nó dần dần trở thành biểu tượng của siêu anh hùng này.
Lee cũng đã thoát ra khỏi việc là chân sai vặt để trở thành 1 họa sĩ truyện tranh thực thụ với truyện "'Headline' Hunter, Foreign Correspondent". Siêu anh hùng đầu tiên mà ông sáng tạo ra là Destroyer trong Mystic Comics #6 (8/1941), 2 nhân vật nữa ông cũng tạo ra trong khoảng thời gian này là Jack Frost trong USA Comics #1 (8/1941) và Father Time trong Captain America Comics #6 (8/1941).
Sau khi Simon cùng Jack Kirby rời công ty, Goodman đã đưa Lee lên làm chủ bút tạm thời. Lee đã rất cố gắng và được giữ vị trí chủ bút chính thức, đồng thời kiêm luôn chức vụ phụ trách về mỹ thuật.
Ông lấy Joan Clayton Boocock vào năm 1947, và đến năm 1949 họ chuyển đến 1 ngôi nhà 2 tầng, 3 phòng ngủ tại 1084 West Broadway, New York, sống ở đó đến năm 1952. Trong khoảng thời gian này, họ có với nhau 1 cô con gái tên là Joan Celia "J.C." Lee (1950) và 1 người con nữa (1953) nhưng đáng tiếc người con thứ 2 bị chết yểu 3 ngày sau khi sinh. Lee sau đó mua một ngôi nhà ở 226 Richards Lane, New York, và sống ở đó từ 1953 đến 1980.
Giữa những năm 1950, Lee viết rất nhiều truyện đủ thể loại như hành động, lãng mạn, miền Tây, khoa học viễn tưởng, kinh dị... Trong thời gian này, ông thành lập nhóm Dan DeCarlo để cung cấp các thông tin cho tờ báo My Friend Irma. Cuối thập kỉ, Lee cảm thấy mất cảm hứng làm công việc này và có ý định từ bỏ sự nghiệp.

### Cuộc Cách mạng Marvel
Trong những năm cuối của thập kỉ 50, biên tập của DC Comics là Julius Schwartz đã làm hồi sinh lại những hình tượng những siêu anh hùng và đạt được những thành công lớn với phiên bản truyện về nhân vật Flash, sau đó là đến cả nhóm Liên Minh Công Lý của Mĩ (Justice League of America). Để đáp trả, Martin Goodman đã yêu cầu Lee tạo ra 1 nhóm siêu anh hùng mới. Vợ Lee khuyên rằng ông nên thử sáng tạo theo cách mà ông muốn vì lúc này ông đã đang muốn từ bỏ sự nghiệp và không có gì để mất cả.
Lee đã làm theo lời khuyên đó của vợ, tạo nên những nhân vật siêu anh hùng không quá hoàn mỹ như trước, giống con người hơn, thay đổi quan niệm rằng siêu anh hùng là dành cho lứa tuổi trẻ em. Trước đó, những siêu anh hùng trong truyện tranh đều là những nhân vật hoàn hảo, không có khuyết điểm nào. Lee đã hình thành 1 hệ thống những nhân vật siêu anh hùng phức tạp như con người, họ cũng có thể đôi khi xấu tính, hay u sầu, tự cao tự đại, họ phải vật lộn với chính bản thân mình, lo lắng cho những hóa đơn hàng tháng, gây ấn tượng với các cô bạn gái, thấy chán nản hoặc thậm chí bị ốm đau, bênh tật.
Nhóm siêu anh hùng đầu tiên mà đội ngũ của Lee và họa sĩ Jack Kirby tạo ra là Fantastic Four. Sự thành công của nhóm đã khiến Lee và các cộng sự ở Marvel giới thiệu hàng loạt những tập truyện mới. Ông cùng Jack Kirby sáng tạo ra nhân vật Thor, Hulk, Iron Man, và nhóm X-Men; cùng Bill Everett tạo ra Daredevil; cùng Steve Ditko tạo ra Doctor Strange và nhân vật thành công nhất trong lịch sử của hãng Marvel: Người Nhện. tất cả họ đều sống trong 1 vũ trụ của riêng Marvel. Lee và Kirby đã tập hợp nhiều trong số những nhân vật họ mới tạo ra vào 1 nhóm mang tên The Avengers  và làm sống lại những nhân vật có từ thập kỉ 40 như Captain America. Sub-Mariner, Ka-zar.
Năm 1972, Lee dừng việc viết truyện hàng tháng để nhận chức chủ bút. Ấn bản The Amazing Spider-Man cuối cùng của ông là số #110 (7/972), còn ấn bản cuối cùng của Fantastic Four là số #125 (9/1972).

### Giai đoạn sau của sự nghiệp

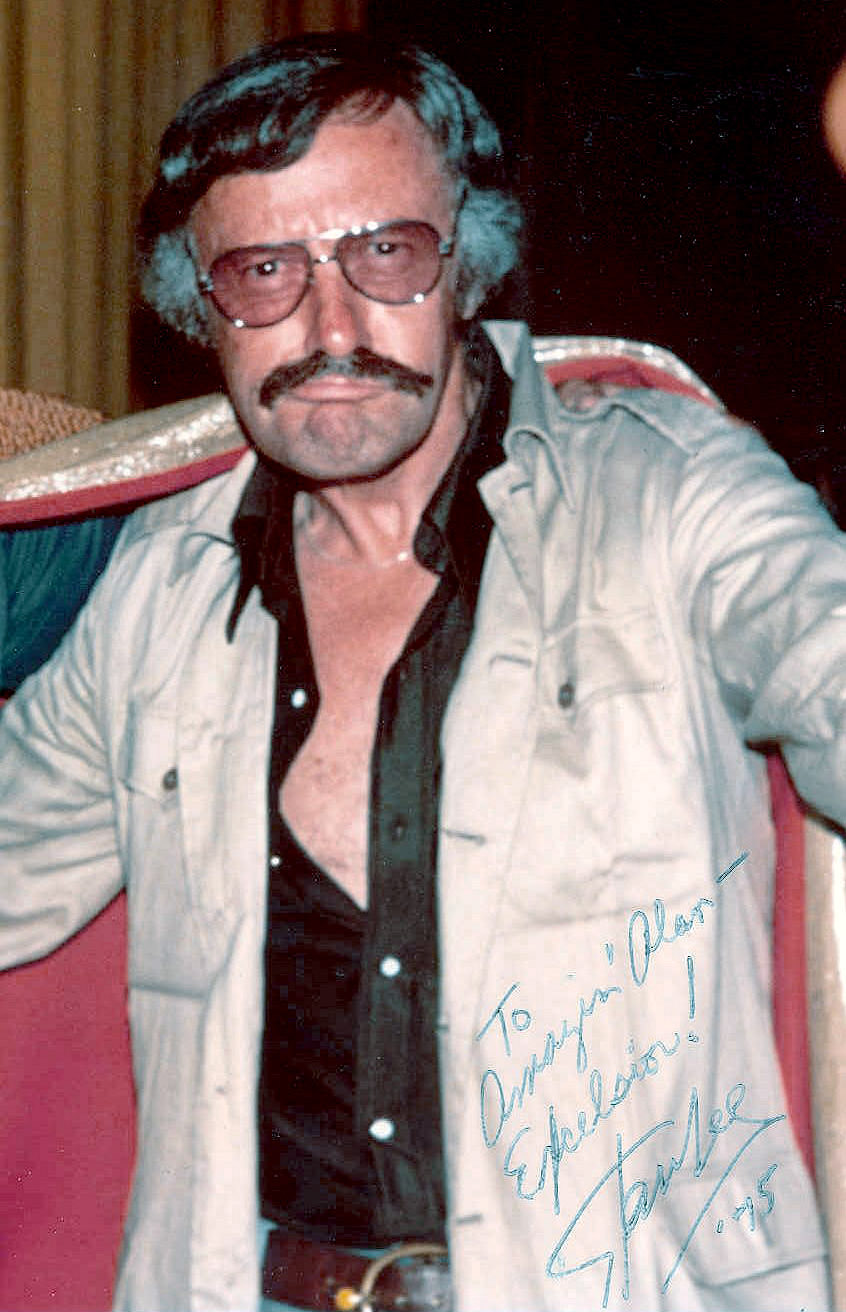
Một bức ảnh của Lee vào năm 1975 được ông ký tên trong sự kiện San Diego Comic-Con

Trong những năm tiếp theo, Lee trở thành đầu tàu và là gương mặt đại diện của Marvel Comics. Ông ấy xuất hiện tại các sự kiện truyện tranh khắp nước Mỹ, phát biểu tại các trường đại học trong các buổi tọa đàm. Lee và John Romita Sr. chính thức cho ra mắt tờ báo truyện tranh về Người nhện vào ngày 3 tháng 1 năm 1977. Tác phẩm cuối cùng mà Lee cộng tác cùng với Jack Kirby là The Silver Surfer: The Ultimate Cosmic Experience, được xuất bản vào năm 1978 như là một phần của tuyển tập sách Marvel Fireside Books và tác phẩm này được nhiều người cho rằng chính là cuốn tiểu thuyết truyện tranh đầu tiên của Marvel. Lee và John Buscema cũng đã cùng nhau tạo nên ấn bản đầu tiên về nhân vật The Savage She-Hulk (5/1980), kể về một người em gái họ của Hulk và sáng tác một câu chuyện về Silver Surfer có tên là Epic Illustrated #1 (Mùa xuân năm 1980). Ông chuyển đến sống tại California vào năm 1981 để phát triển mảng phim truyền hình và điện ảnh của Marvel. Ông chính là người đã xuất hiện với vai trò cameo trong rất nhiều các bộ phim chuyển thể từ tác phẩm của Marvel. Ông cũng thường hay trở lại với truyện tranh bằng việc viết tiếp rất nhiều các dự án về Silver Surfer bao gồm một tập truyện one-shot vào năm 1982 được vẽ bởi John Byrne, một tác phẩm tiểu thuyết truyện tranh có tên là Ngày phán xét, vẽ bởi John Buscema, cùng với đó là series Parable, vẽ bởi họa sĩ người Pháp Mœbius, và cuối cùng là tác phẩm The Enslavers, kết hợp với Keith Pollard. Lee đã được chọn làm chủ tịch của công ty trong một thời gian ngắn, tuy nhiên ông nhanh chóng từ bỏ vị trí này để làm chủ bút vì cho rằng làm chủ tịch có quá nhiều con số và phân tích tài chính, ông không muốn làm một việc mà ông không yêu thích như vậy.

## Sách tham khảo
- Lee, Stan; Mair, George (2002). Excelsior!: The Amazing Life of Stan Lee. Simon & Schuster. ISBN 0743228006.
- Lee, Stan (1974). Origins of Marvel Comics. (Marvel Entertainment Group 1997 reissue). Simon and Schuster. ISBN 0785105514.